# Marjorie Gestring
Marjorie Gestring (18 de novembro de 1922 - 20 de abril de 1992) foi uma saltadora de trampolim profissional norte-americana. Com a idade de 13 anos e 268 dias, ela ganhou a medalha de ouro no salto com trampolim de 3 metros nos Jogos Olímpicos de Verão de 1936 em Berlim, tornando-se, na época, a pessoa mais jovem a ganhar uma medalha de ouro olímpica.
Multi-vezes campeã nacional de saltos ornamentais nos Estados Unidos, ela recebeu a segunda medalha de ouro olímpica do Comitê Olímpico dos Estados Unidos após o cancelamento dos Jogos Olímpicos de Verão de 1940 devido ao advento da Segunda Guerra Mundial. Gestring tentou retornar às Olimpíadas nos Jogos de 1948, mas não conseguiu se classificar para a equipe dos EUA. Ela foi indicada para o International Swimming Hall of Fame e o Stanford Athletic Hall of Fame.